# 長河村佛耳岩摩崖造像
長河村佛耳岩摩崖造像，位於重慶市大足區郵亭鎮长河社区（舊郵亭鄉長河村東北400公尺），雕刻於宋代。1986年1月22日公布為大足縣文物保護單位，2020年12月7日公布為大足區文物保護單位。

## 簡介
共4龕，均平頂龕，系道教造像。造像高浮雕。2號天尊龕，高2.5公尺，寬3公尺，深0.4公尺。正壁造像分三層：上層刻7天尊坐像;中下層各13天尊亦坐式，惜頭皆殘。右壁上部刻3尊坐像;下刻一武士站立。左壁刻造像記「丁亥幹道東普鐫處士文玠，男文孟周，文孟通記」。3號為三清龕，正壁上層刻三清坐像，側分侍二尊道者;下層刻立像15尊；左壁雕三聖母及十武士，右刻聖母武士各1身。4號三清龕，刻三清坐蓮台，左壁3站像，右壁像殘。
造像分佈在長30米、寬9米的岩壁上，共4龕72尊，皆長方形平頂龕。造像內容為道教。其中，2號龕長3米、寬2.5米、進深0.4米，造像分三層，下、中層刻十三個天尊坐像，上層刻七個天尊坐像，頭均殘，有丁亥幹道題記。造像保存較好，現代繪彩。